# Thalictrum morisonii
Thalictrum morisonii är en ranunkelväxtart. Thalictrum morisonii ingår i släktet rutor, och familjen ranunkelväxter.

## Underarter
Arten delas in i följande underarter:
- T. m. mediterraneum
- T. m. morisonii